# Molophilus (Molophilus) flavotibialis
Molophilus (Molophilus) flavotibialis is een tweevleugelige uit de familie steltmuggen (Limoniidae). De soort komt voor in het Oriëntaals gebied.